# حادثة اصطدام طائرة بي-25 بمبنى إمباير ستيت
حادثة اصطدام طائرة بي-25 بمبنى إمباير ستيت هو حادث طيران، فقد كانت قاذفة القنابل بي-25 ميتشل تطير في الضَّباب الكثيف فوق مدينة نيويورك ممَّا أدَّى لاصطدامها بمبنى إمباير ستيت. لم يسبِّب الحادِث تهدُّم المبنى لكنَّه خلَّف أربعة عشر وفاةً (ثلاثة من طاقم الطائرة وأحد عشر شخصًا في المَبنى) وقُدِّر الضرر بحوالي 1000000$ ($14٬375٬231 in 2020 dollars).

## تفاصيل

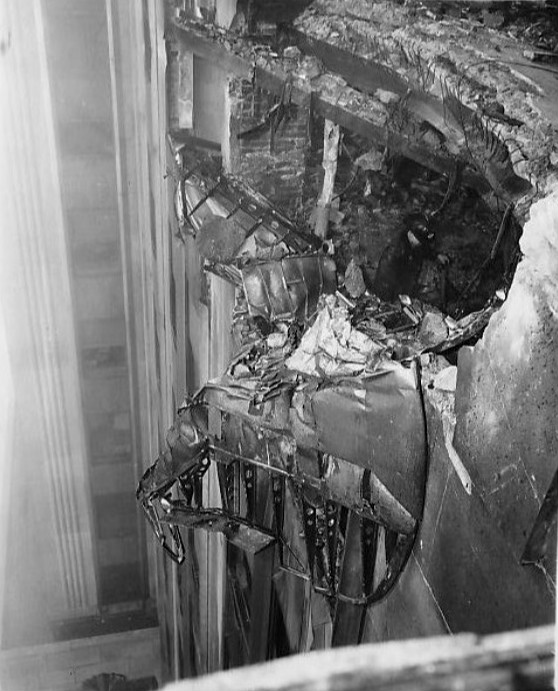
الطائرة مُنغرِسة في جانب من المبنى، 1945م.

في يوم السبت الموافق 28 تموز/يوليو 1945م، كان المُلازِم العقيد ويليام فرانكلين سميث يطير بقاذفة القنابل بي-25 ميتشل بمهمَّة نقل الكادر الاعتياديَّة من مطار بيدفورد العسكريّ إلى مطار نيوآرك. طلب سميث الحصول على تصريح بالهبوط، لكن أُخطِرَ بانعدام الرُّؤية. وأكمل رغمًا عن ذلك ليضلَّ طريقه بسبب الضَّباب ويبدأ الانعطاف يمينًا بدلًا عن اليسار بعد عبوره مبنى كرايسلر.
في السَّاعة 9:40 صباحًا، اصطدمت الطَّائرة بالجانب الشَّماليّ لمبنى إمباير ستيت وتحديدًا بين الطابقين 78 و80 مُحدثةً ثقبًا قياسه 18-by-20-قدم (5.5 م × 6.1 م) في البِناء وهو مكان توضُّع مكاتب مجلس الرعاية الكاثوليكية الوطني (بالإنجليزية: National Catholic Welfare Council). انطلق أحد المُحرِّكات مُخترقًا إلى الجهة الجنوبيَّة للمبنى (المُعاكِسة لجهة الاصطدام) وطار إلى البناء المُجاوِر ساقطًا 900 قدم (270 م) ليهبط على سطح البناء مُشعلًا حريقًا دَمَّر استديو بنتهاوس للفن، وهبط المُحرِّك الثاني وجزء من تِرْس الهبوط شاقوليًّا (عَمُوديًّا) إلى مَمَرِّ المِصعَد مُحدِثًا حريقًا أُطفِأ في غضون 40 دقيقة؛ مايزال الحريق الوحيد الضَّخم الَّذي أصبح تحت السَّيطرة على هكذا ارتفاعٍ عالٍ.
توفِّي أربعة عشر شخصًا من بينهم سميث وجُنديَّا بحريَّة على متن الطائرة (الرَّقيب كريستوفر دوميتروفيتش وزميل الماكنة ألبرت بيرنا المُسافِر مُتطفِّلًا) وأحد عشر شخصًا في المبنى. لم يُعثَر على سميث إلَّا بعد يومين حين اكتشفت فرق البحث أنَّ جسده سقط في مَمَر المِصعَد وصولًا للقعر. وأُصيبت مُشغِّلة المصعد بيتي لو أوليفر بجروح نتيجة انقطاع الأسلاك الدَّاعمة للمصعد لتسقط عن ارتفاع 75 طابقًا إلى القبو، استطاعت أوليفر النَّجاة من السُّقوط والبقاء على قيد الحياة حتَّى وجدها المُنقذون بين الأنقاض. وماتزال تحتلُّ مركزًا في موسوعة غينيس للأرقام القياسية كأطول نجاة من سقوط في المصعد.
فُتحت عدَّة طوابق من المبنى لاستئناف الأعمال على الرُّغم من الأضرار النَّاجمة والوفيَّات وذلك في يوم الاثنين التَّالي للحادثة. وقد دفع الحادث لتمرير قانون مطالبات التعويض الفدرالي لعام 1946م الَّذي كان متوقِّفًا لفترة طويلة، إضافةً لإدخال أحكام رجعية في القانون، مما يسمح للناس بمقاضاة الحكومة عن الحادث. 

## طالع أيضًا
- حادثة اصطدام طائرة بمبنى 40 وول ستريت، 1946
- أحداث 11 سبتمبر 2001

## روابط خارجيّة
- On This Day in Aviation History: July 28th – NYCAviation
- Plane Hits Empire State Building
- Bomber Crash into Empire State Building, engineering case study calculating the impact force of the bomber (Archived from the original on 2004-07-15. Retrieved 2016-06-26.)
- الفيلم القصير Stillman Fires Collection: Empire State Building متوفر للتحميل من موقع أرشيف الإنترنت [المزيد]
- Empire State Crash Video produced by the PBS Series History Detectives